# Sonido Bakersfield

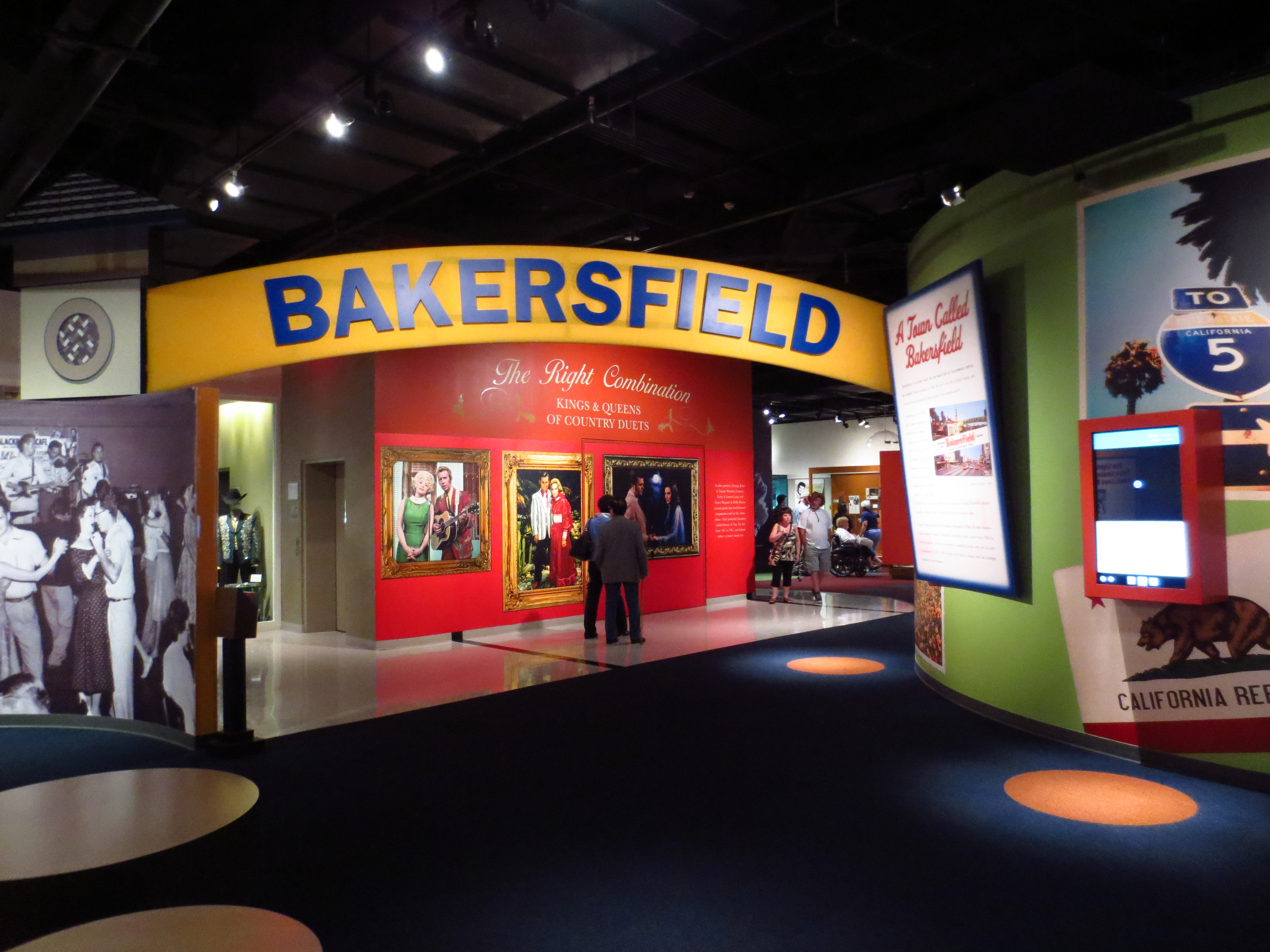
Exhibición de Bakersfield en Country Music Hall of Fame and Museum, 2013.

El sonido Bakersfield fue un subgénero musical de la música country desarrollado a mediados de los años 1950 en los alrededores de Bakersfield (California), en los Estados Unidos.
El también llamado Bakersfield Country fue una reacción contra el sonido Nashville, popular en esa misma década. Buck Owens and the Buckaroos y Merle Haggard and the Strangers son los artistas más conocidos de este sonido.

## Historia
El sonido fue desarrollado en bares honky tonk como The Blackboard así como en emisoras locales de televisión en Bakersfield y a lo largo de California en las décadas de los 50 y 60. Bakersfield, conocido en aquel momento por su agricultura y producción de petróleo, era el destino de muchos emigrantes (los llamados dust bowl) de Oklahoma, Texas, Arkansas y otros estados sureños, lo que significó un intercambio de estilos musicales.